# Golpe de Estado em El Salvador em 1979
O Golpe de Estado em El Salvador em 1979 foi um golpe de estado militar que ocorreu em El Salvador em 15 de outubro de 1979. O golpe, liderado por jovens oficiais militares, derrubou o presidente militar Carlos Humberto Romero e mandado para exílio. O Partido de Conciliação Nacional sobre o poder foi dissolvido, em seu lugar, os militares estabeleceram a Junta Revolucionária de Governo de El Salvador. A junta era composta por dois militares e três civis.
A Junta de Governo Revolucionário declarou-se uma "junta reformista" que aprovaria reformas políticas e econômicas. Na realidade, continuou a reprimir a oposição política, especialmente após a ascensão de vários grupos militantes de esquerda no início dos anos 1980. O golpe é comumente citado como o início da Guerra Civil de El Salvador que durou doze anos.

## Contexto
O Partido de Conciliação Nacional (PCN) dominou firmemente a política salvadorenha desde as eleições para a Assembleia Constitucional de El Salvador de 1961 e as eleições presidenciais de 1962, após as dissoluções da Junta de Governo e o Diretório Civil-Militar em 1962. O governo do PCN foi apoiado pelos Estados Unidos desde que seu estilo de governo, uma ditadura militar, era visto como "a forma mais eficaz de conter a penetração comunista na América Latina". A Guarda Nacional foi equipado e treinado pelos Estados Unidos e pela CIA, que apoiavam diretamente o regime do PCN.
Ao longo das décadas de 1960 e 1970, muitos grupos políticos surgiram em oposição ao governo militar do Partido de Conciliação Nacional. O Partido Democrata-Cristão foi o principal adversário do PCN, ganhando influência significativa na Assembleia Legislativa de El Salvador. Nas eleições presidenciais de 1972, o candidato do PDC, José Napoleón Duarte, sob a bandeira da União Nacional de Oposição (UNO), foi declarado vencedor da eleição por 6.000 votos pela Mesa Eleitoral Central, mas o resultado foi cancelado e em vez disso, a Assembleia Legislativa votou o candidato do PCN, Arturo Armando Molina como presidente. Duarte foi preso, torturado e exilado na Venezuela por sua vitória nas eleições de 1972.

O presidente Carlos Humberto Romero que foi deposto pelo golpe.

Outros grupos, menos políticos que apareceram incluíram a Frente Unida para a Ação Revolucionária (FUAR), o Partido da Renovação (PAR), a Federação Sindical Unitária de El Salvador (FUSS), a Frente de Ação Popular Unificada (FAPU) e a Federação Cristã dos Camponeses Salvadorenhos (FECCAS). Para combater a oposição política e militante ao governo, o presidente Julio Adalberto Rivera criou a Organização Democrática Nacionalista (ORDEN). A organização foi chefiada pelo General José Alberto Medrano e colocada sob a administração da Agência Nacional de Segurança de El Salvador (ANSESAL). A ORDEN era um grupo de vários esquadrões da morte controlados pelo governo que eram usados para prender e torturar oponentes políticos, intimidar eleitores, fraudar eleições e matar camponeses. A ORDEN afirmou ter algo entre 50.000 e 100.000 membros em seu auge no final dos anos 1960. Alguns dos esquadrões da morte mais notórios incluíam as as Forças Armadas de Libertação Anticomunistas - Guerra de Eliminação (FALANGE) e a União dos Guerreiros Brancos (Mano Blanca).
A Guerra do Futebol entre El Salvador e Honduras em julho de 1969 viu 300.000 refugiados salvadorenhos deixarem Honduras em busca de segurança em El Salvador. Eles aumentaram as taxas de desemprego e crime, enfraquecendo a economia do país. Os refugiados vindos de Honduras superpovoaram o país já densamente povoado. Eles viviam na pobreza e tinham que se sustentar sem qualquer ajuda do governo. Os cidadãos empobrecidos apoiaram os candidatos da oposição nas eleições, pois o governo fez pouco ou nada para apoiá-los, mas os resultados sempre foram fraudados pelo governo e os pobres foram perseguidos pela ORDEN. O aumento de salvadorenhos empobrecidos no país permitiu que grupos militantes como as Forças de Libertação do Povo Farabundo Martí (FPL), o Partido Comunista de El Salvador (PCES), a Resistência Nacional (RN) e o Exército Revolucionário do Povo (ERP) crescerem em tamanho e números.
Em março de 1979, o presidente Carlos Humberto Romero tentou negociar com seus adversários políticos devido à eclosão da Revolução Nicaraguense no ano anterior, na esperança de impedir uma revolução contra seu próprio governo. Como resultado, as forças da oposição, que viram fraqueza, organizaram greves e marcharam nas ruas de San Salvador e as multidões tomaram prédios públicos. Os soldados de Romero esmagaram os ataques e marchas usando munição real contra os manifestantes. O evento foi transmitido para os Estados Unidos e Europa e resultou no fechamento das embaixadas da Costa Rica, Japão, Suíça, Reino Unido e Alemanha Ocidental em El Salvador, citando uma "espiral incontrolável de violência".

## Golpe

### Prelúdio e preparativos
Em setembro de 1979, o regime de Anastasio Somoza Debayle foi derrubado pela Revolução da Nicarágua e os sandinistas ganharam o poder na Nicarágua. O evento fez com que muitos oficiais militares em El Salvador temessem que o governo de Romero provavelmente caísse nas mãos das forças guerrilheiras de esquerda com apoio sandinista, e vários oficiais militares planejaram um golpe para evitar que El Salvador "sofresse o mesmo destino da Nicarágua". O corpo de 800 oficiais do exército decidiu agir para remover Romero e instalar seu próprio governo com o apoio dos Estados Unidos.
Antes do golpe ser encenado, três grupos diferentes começaram cada um a planejar suas próprias tentativas de golpe. Em maio de 1979, o coronel Ernesto Clairmount, um democrata cristão que vivia no exílio na Costa Rica, convocou o exército para derrubar Romero. Constitucionalistas do exército sob o comando do coronel Adolfo Arnoldo Majano Ramos queriam trazer várias reformas econômicas e políticas para El Salvador, enquanto aqueles com simpatias pró-EUA, que queriam reformas moderadas e esmagar organizações de esquerda, apoiavam o coronel Jaime Abdul Gutiérrez Avendaño. Enquanto isso, os oligarcas apoiavam reacionários extremistas no exército para proteger seus próprios interesses. Segundo as memórias do coronel Gutiérrez Avendaño, o golpe foi adiado três vezes. Ele alegou que Romero descobriu sobre a conspiração, mas não tomou nenhuma ação séria para evitá-la.

### Derrubada de Romero
Em 15 de outubro de 1979, às 8:15 hora local, um grupo de militares denominado Juventude Militar, reuniu as Forças Armadas de El Salvador para derrubar o governo de Romero. As forças armadas eram lideradas pelos coronéis Majano Ramos e Gutiérrez Avendaño. O golpe foi bem sucedido sem vítimas e resultou na renúncia de Romero. Ele foi acusado de corrupção, fraude eleitoral e violações dos direitos humanos, mas Romero fugiu para o exílio na Guatemala após negociar um acordo com os militares para deixar El Salvador às 18h30, horário local. O general de divisão Federico Castillo Yanes (Ministro da Defesa Nacional), e os coronéis Antonio Corleto (Diretor da Guarda Nacional), Antonio López (Diretor da Polícia Nacional), Oscar René Serrano (Diretor da Polícia do Tesouro) e Roberto Santibáñez (Diretor da Polícia Política) também deixaram o país para exílio.
Durante o golpe, os militares estabeleceram a Junta Revolucionária de Governo de El Salvador de centro-esquerda. A junta era composta pelos coronéis Majano Ramos e Gutiérrez Avendaño e três civis: Guillermo Manuel Ungo Revelo, Mario Antonio Andino e Román Mayorga Quirós. Ungo Revelo foi um político socialista democrático que se opôs ao governo do PCN na década de 1970, Andino era o ex-vice-presidente da Câmara de Comércio e Indústria de El Salvador (CCIES) e Mayorga Quirós era membro da Universidade Centro-Americana. A Guarda Nacional salvadorenha apoiou o golpe e a maior parte de sua liderança tornou-se leal à junta. O brigadeiro-general José Guillermo García foi nomeado Ministro da Defesa Nacional pela junta.
A junta dissolveu a ORDEN, o que resultou na operação independente dos esquadrões da morte durante o que se tornou a Guerra Civil de El Salvador. A própria junta foi a fonte de violações dos direitos humanos, como assassinatos em massa, tortura, execuções e desaparecimentos inexplicáveis. Apesar de dissolver a ORDEN, a junta utilizou seus próprios esquadrões da morte para cometer as atrocidades.

### Envolvimento dos Estados Unidos
O governo dos Estados Unidos teve um papel ativo no golpe. Os conspiradores afirmaram que primeiro haviam obtido a aprovação prévia dos Estados Unidos para o golpe. Era claro que os EUA estavam cientes do plano de derrubada. Os EUA foram o maior apoiador de Romero, mas em outubro de 1979, os EUA decidiram que precisavam de uma mudança de regime. Os oficiais recrutados pelos EUA prometeram reformas, direitos políticos e anistia para todos os presos políticos. Após o golpe, os Estados Unidos reconheceram imediatamente a legitimidade da junta como governo de El Salvador. Sob os governos de Jimmy Carter e Ronald Reagan, a junta e o governo civil subsequente receberam ajuda e financiamento maciço dos Estados Unidos.
O golpe foi proclamado como um "golpe reformista" que estabeleceu uma "junta reformista", semelhante ao Conselho Revolucionário Militar no Vietnã do Sul durante o Golpe de Estado no Vietnã do Sul em 1963, que derrubou Ngo Dinh Diem. Em ambos os casos, os Estados Unidos enviaram maior apoio ao novo governo.
O presidente da junta, Majano Ramos, tinha tendências esquerdistas. Os Estados Unidos contaram com a influência de direita de Gutiérrez e posteriormente de Duarte, abafando a influência de esquerda de Majano Ramos. Eles finalmente tiveram sucesso quando Majano Ramos renunciou ao cargo de presidente e comandante-em-chefe em maio de 1980, e então da junta inteiramente em dezembro de 1980. Ele foi posteriormente preso pela junta em fevereiro de 1981 e partiu para o exílio no Panamá em março de 1981 após ser solto. Sua renúncia permitiu que Gutiérrez Avendaño se tornasse comandante-em-chefe e presidente da junta em maio de 1980. Ele permaneceu como presidente e comandante-em-chefe até dezembro de 1980, quando Duarte se tornou presidente da junta, onde ele permaneceu até as eleições presidenciais de 1982.

## Consequências

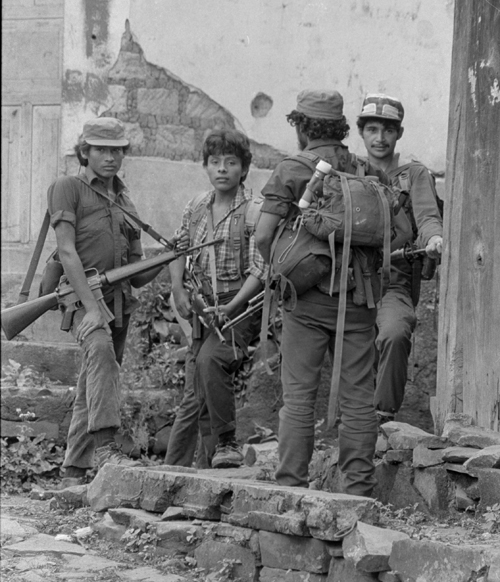
Combatentes da ERP em Perquín em 1990.

Nas semanas imediatamente seguintes ao golpe, milhares de civis marcharam nas ruas de San Salvador. Eles ocuparam igrejas e se reuniram em torno de prédios do governo, exigindo que a junta divulgasse informações de todos os desaparecidos durante o regime militar. Eles também exigiram a redução dos preços dos aluguéis, um aumento nos salários e o instituto da reforma agrária. Apesar da ORDEN ter sido oficialmente dissolvida pela junta em outubro de 1979, suas ex-forças paramilitares continuaram a operar durante a guerra civil. O arcebispo Óscar Arnulfo Romero y Galdámez cautelosamente endossou a junta que foi criada afirmando que os objetivos da reforma da junta eram de boa vontade, mas advertiu que "belas promessas não são letras mortas".
O golpe de 1979 permitiu o surgimento de grupos militantes de esquerda no país. Os cinco maiores grupos, Forças Populares de Libertação Farabundo Martí (FPL), Partido Comunista de El Salvador (PCES), Resistência Nacional (RN), Exército Popular Revolucionário (ERP) e o Partido Revolucionário dos Trabalhadores da América Central - El Salvador (PRTC), juntou forças em 10 de outubro de 1980, quase um ano após o golpe, para formar a Frente Farabundo Martí de Libertação Nacional (FMLN), a força de oposição mais proeminente ao governo salvadorenho durante a Guerra Civil Salvadorenha. O grupo foi nomeado em homenagem à Agustín Farabundo Martí Rodríguez, líder do Partido Comunista durante uma revolta em 1932 que resultou no massacre de 10.000 a 40.000 camponeses sob o governo de Maximiliano Hernández Martínez, que tinha um esquadrão da morte de extrema direita com o seu nome.
Durante o governo da junta de 1979 a 1982, cerca de 20.000 civis salvadorenhos foram mortos, com organizações de direitos humanos estimando que até 80% foram mortos diretamente pela junta. Em 1980, a Guarda Nacional equipada pelos EUA massacrou 300-600 civis em Chalatenango e em 1981, o Batalhão Atlacatl treinado pelos EUA massacrou 800 civis na aldeia de El Mozote. A junta negou as acusações de utilização de esquadrões da morte para se proteger, alegando que era um problema que não podia controlar. A guerra civil resultante matou de 70.000 a 80.000 pessoas e durou 12 anos de 1979, começando com o golpe, até 1992, com a assinatura dos Acordos de Paz de Chapultepec.
O golpe de 1979 foi o último golpe militar bem-sucedido na história salvadorenha.